# Gunnersbury (stanice metra v Londýně)
Gunnersbury je stanice metra v Londýně, otevřená 1. ledna 1869 jako Brentford Road. Současné jméno dostala roku 1871. Elektrifikace stanice proběhla v roce 1903. 8. října 1954 zničilo stanici tornádo. V 60. letech byla stanice obnovena. Dříve zde jezdila linka Metropolitan Line a Hammersmith & City Line. Autobusovou dopravu zajišťují linky: 237, 267, 391, 440, H91 a noční linka N9. Stanice leží v přepravní zóně 3 a nachází se na lince:
- District Line mezi stanicemi Kew Gardens a Turnham Green.
- Overground

| Rok  | Počet cestujících |
| ---- | ----------------- |
| 2011 | 4,39 mil          |
| 2012 | 4,64 mil          |
| 2013 | 4,55 mil          |
| 2014 | 5,41 mil          |